# Pablo Brandán
Pablo Daniel Brandán, né le 5 mars 1983, est un footballeur argentin. Il joue au poste de latéral gauche.

## Biographie
Pablo Daniel Brandán commence en professionnel à l'âge de 16 ans dans le club du CA Huracán où il commence en deuxième division argentine où il remporte le titre cette année. L'année suivante en Primera división, il reste que 6 mois au club pour disputer à 13 matchs afin de partir en Europe.
En janvier 2001, il rejoint donc l'Espagne et le club du Deportivo Alavés, il y reste un an et demi mais ne participe que 2 matchs avec l'équipe espagnol. Il est ensuite prêté dans le petit club de Burgos CF mais malheureusement des sources manquent quant aux participations de Brandan dans ce club. L'expérience européenne de Brandan tourne court et est un véritable échec sportif pour l'argentin.
Il retourne donc en Argentine en janvier 2003 pour jouer dans trois clubs différents. Il reste trois ans et demi en Argentine pour repartir au Deportivo Alavés qui joue désormais en deuxième division espagnole, il dispute 18 match lors de la saison puis signe en Roumanie au FC Unirea Urziceni en 2007.
En 2009, il est champion de Roumanie et participe donc l'année suivante à la Ligue des champions.
Il participe aux 6 matchs de poule de la Ligue des Champions en tant que titulaire et dans leur intégralité, il marque même un but contre les Glasgow Rangers (4-1).

## Palmarès
- CA Huracán
  - Championnat d'Argentine de deuxième division : 2000
- FC Urziceni
  - Championnat de Roumanie : 2009.
- Viitorul Constanța
  - Championnat de Roumanie : 2017

### Distinction personnelle
- 2009 : Meilleur étranger du championnat roumain

## Carrière
| Saison      | Club               | Pays               | Championnat        | Coupes nationales | Coupe Continentales                | Sélection Argentine |
| ----------- | ------------------ | ------------------ | ------------------ | ----------------- | ---------------------------------- | ------------------- |
| 1999-2000   | CA Huracán         | Nacional B         | 11 matchs / 3 buts | -                 | -                                  | -                   |
| 2000 - 2001 | CA Huracán         | Primera división   | 13 matchs          | -                 | -                                  | -                   |
| 2000 - 2001 | Deportivo Alavés   | Liga BBVA          | 2 matchs           | -                 | -                                  | -                   |
| 2001-2002   | Deportivo Alavés   | Liga BBVA          | -                  | -                 | -                                  | -                   |
| 2002 - 2003 | Burgos CF          | Segunda División B | -                  | -                 | -                                  | -                   |
| 2002 - 2003 | CA Independiente   | Primera división   | 2 matchs           | -                 | -                                  | -                   |
| 2003-2004   | CA Independiente   | Primera división   | 4 matchs           | -                 | -                                  | -                   |
| 2004-2005   | Argentinos Juniors | Primera división   | 13 matchs          | -                 | -                                  | -                   |
| 2005-2006   | Instituo Córdoba   | Primera división   | 24 matchs / 2 buts | -                 | -                                  | -                   |
| 2006-2007   | Deportivo Alavés   | Segunda División   | 19 matchs          | -                 | -                                  | -                   |
| 2007-2008   | FC Urziceni        | Liga I             | 13 matchs / 1 but  | -                 | -                                  | -                   |
| 2008-2009   | FC Urziceni        | Liga I             | 27 matchs          | 2 matchs          | 1 match (C3)                       | -                   |
| 2009-2010   | FC Urziceni        | Liga I             | 13 matchs / 2 buts | 2 matchs          | 6 + 1 matchs / 0 + 1 but (C1 + C3) | -                   |

Dernière mise à jour le 19 février 2010